# Lago de Mauvoisin
O Lago de Mauvoisin é um lago de barragem localizado no cantão de Valais, na Suíça. O reservatório é formado pela Barragem Mauvoisin, que tem 250 m de altura.
A barragem que deu origem a este lago foi construída entre 1951 e 1957, tendo sido acrescentada em  13,5 m em 1991. O reservatório fica na parte superior do Val de Bagnes, a leste da Montanha Grande Combin.